# Olympische Winterspiele 1928/Teilnehmer (Belgien)
| Gelbes Symbol für Goldmedaillen mit stilisierten Olympischen Ringen | Graues Symbol für Silbermedaillen mit stilisierten Olympischen Ringen | Braundes Symbol für Bronzemedaillen mit stilisierten Olympischen Ringen |
| ------------------------------------------------------------------- | --------------------------------------------------------------------- | ----------------------------------------------------------------------- |
| —                                                                   | —                                                                     | 1                                                                       |

Belgien nahm an den II. Olympischen Winterspielen 1928 in St. Moritz mit einer Delegation von 24 Athleten teil, darunter war eine Frau.
| Männliche Teilnehmer aus Belgien | Männliche Teilnehmer aus Belgien | Männliche Teilnehmer aus Belgien | Männliche Teilnehmer aus Belgien | Männliche Teilnehmer aus Belgien  | Männliche Teilnehmer aus Belgien | Männliche Teilnehmer aus Belgien | Männliche Teilnehmer aus Belgien |
| Sportart                         | Sportler | Disziplin                        | Platz                            | Bemerkung                         |                                  |                                  |                                  |
| -------------------------------- | --- | -------------------------------- | -------------------------------- | --------------------------------- | -------------------------------- | -------------------------------- | -------------------------------- |
| Bob                              | Ernest Lambert Marcel Sedille-Courbon Léon Tom Max Houben Walter Ganshof | Fünferbob                        | 6                                | Belgien I                         |                                  |                                  |                                  |
| Bob                              | Charles Mulder Ferdinand Hubert Louis Rooy Hubert Kryn Robert Langlois | Fünferbob                        | 16                               | Belgien II                        |                                  |                                  |                                  |
| Bob                              | Als Reserveathleten waren aufgeboten: P. J. de Soete, P. van der Meerschen, J. Delwart, Louis Van Hege, H. Willems und J. Meeus (Belgien III)                                                            |                                  |                                  |                                   |                                  |                                  |                                  |
| Eishockey                        | Roger Bureau Hector Chotteau Albert Collon François Franck Guillaume Hoorickx Jean Meeus David Meyer Marco Peltzer Jacques van Reyschoot Pierre Van Reyschoot (Kapitän) Jean van der Wouwer Willy Kreitz | -                                | 8                                |                                   |                                  |                                  |                                  |
| Eiskunstlauf                     | Robert Van Zeebroeck | Herren                           | Bronze                           |                                   |                                  |                                  |                                  |
| Eiskunstlauf                     | Robert Van Zeebroeck | Paarlauf                         | 6                                | zusammen mit Josy van Leberghe    |                                  |                                  |                                  |
|                                  | |                                  |                                  |                                   |                                  |                                  |                                  |
| Weibliche Teilnehmer aus Belgien | |                                  |                                  |                                   |                                  |                                  |                                  |
| Sportart                         | Sportler | Disziplin                        | Platz                            | Bemerkung                         |                                  |                                  |                                  |
| Eiskunstlauf                     | Josy van Leberghe | Paarlauf                         | 6                                | zusammen mit Robert Van Zeebroeck |                                  |                                  |                                  |